# ラプソディ (CHAGE and ASKAの曲)
「ラプソディ」は、チャゲ&飛鳥（現：CHAGE and ASKA）の楽曲。自身の21作目のシングルとして、ポニーキャニオンから1988年5月21日に発売された。

## 解説
アルバム『RHAPSODY』収録の「狂想曲（ラプソディ）」をリアレンジしたもの。タイアップで使用するのでシングルカットされた。
このころからASKAの髪型が短めにカットされている。
1992年に発売したベスト・アルバム『SUPER BEST II』には、「狂想曲（ラプソディ）」（スーパーベスト用のリミックス）が収録しているが、楽曲名は "ラプソディ" のままである。
公式サイトでは、本作は「ラプソディ」と「ripple ring」がA面シングル扱いされているので、両A面シングルとなっている。
本作の発売と同じ日に、「モーニングムーン」から「ロマンシングヤード」までキャニオン・レコードから発売されたシングル6タイトルが8cmシングルCDとして再発売された。

## 収録曲
| #         | タイトル        | 作詞        | 作曲      | 編曲             | 時間  |
| --------- | --------------- | ----------- | --------- | ---------------- | ----- |
| 1.        | 「ラプソディ」  | 飛鳥涼      | 飛鳥涼    | 西平彰、十川知司 | 5:05  |
| 2.        | 「ripple ring」 | CHAGE&ASUKA | CHAGE     | 十川知司         | 5:21  |
| 合計時間: | 合計時間:       | 合計時間:   | 合計時間: | 合計時間:        | 10:26 |

## 楽曲解説
1. ラプソディ
テレビ朝日系『ワールドプロレスリング』オープニングテーマ曲。
当初は光GENJIのデビュー曲にするつもりで作られた曲であり、その時は「ダンス」というタイトルであった[2]。
ASKAがコンサートで演奏したことがあり、LIVE DVD/Blu-ray『ASKA CONCERT TOUR 2009 WALK』に収録されている。
アルバム「RHAPSODY」に収録されているものと違い、イントロに間奏のスキャットが追加されている他、アウトロがフェードアウトではなくなっている等の違いがある。シングルバージョンはアルバム未収録。
2. ripple ring
2004年のコンサートツアー『CHAGE and ASKA CONCERT TOUR 2004 two-five』で久々に演奏された。
アルバム「ENERGY」にはミックスの異なるバージョンが収録されているため、シングルバージョンは本作にのみ収録。

## 収録アルバム
- RHAPSODY (#1)※オリジナル・ヴァージョン
- ENERGY (#2)※アルバム・ヴァージョン
- THE STORY of BALLAD (#2)※アルバム・ヴァージョン
- SUPER BEST II (#1)※リミックス・ヴァージョン
- SUPER BEST BOX SINGLE HISTORY 1979-1994 AND Snow Mail (#1)※リミックス・ヴァージョン